# Nicolau Alexandrovich, Czarevich da Rússia
Nicolau Alexandrovich Romanov (em russo: Николáй Алексáндрович Ромáнов; romaniz.: Nikolái Alieksándrovich Románov; Tsarskoye Selo, 20 de setembro; 8 de setembro no calendário juliano de 1843 — Nice, 24 de abril de 1865) foi herdeiro do trono russo desde o seu nascimento até à sua morte súbita em 1865. Tinha a alcunha de Nixa.

## Biografia
Nasceu em Tsarskoye Selo, sendo o filho mais velho do então czarevich Alexandre Nikolaievich (filho do czar Nicolau I da Rússia) e da princesa Maria de Hesse e Reno. Em 1855, o seu avô paterno morreu e o seu pai sucedeu ao trono como imperador Alexandre II da Rússia.

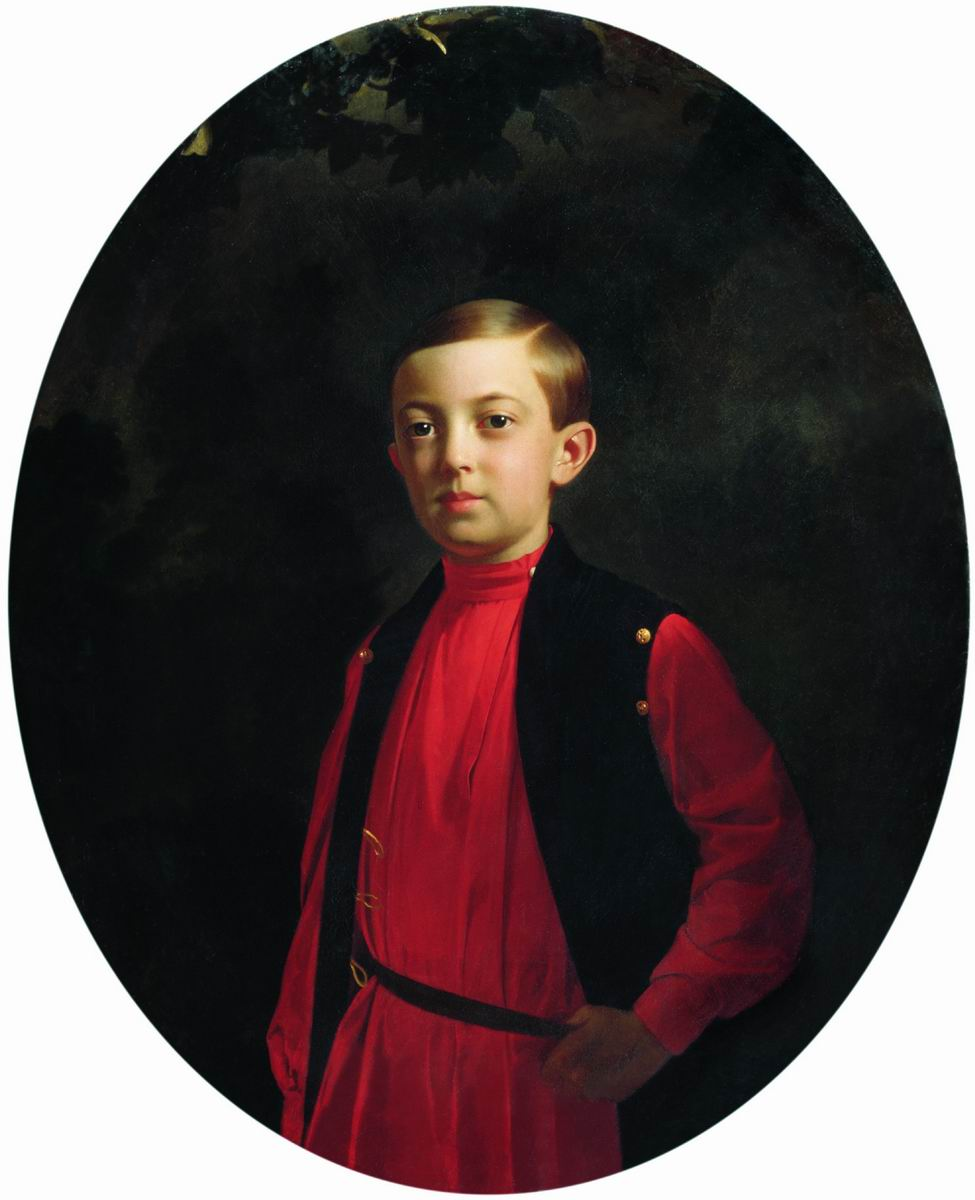
Nicolau em criança

Nicolau teve uma educação rigorosa e bastante isolada como futuro imperador da Rússia. Enquanto os seus irmãos mais novos viajavam com a mãe para a Alemanha ou França no inverno, Nicolau era deixado em São Petersburgo com os seus tutores e os bebés, demasiado novos para viajar. Mesmo quando os seus irmãos começaram a entrar no exército ou na marinha, o jovem czarevich sempre permaneceu em casa. Alexandre II esforçou-se por encontrar tutores liberais para o seu filho mais velho, determinado a que as suas reformas no Império Russo continuassem mesmo depois da sua morte. A estratégia resultou, pelo menos no principio. 'Nixa' tornou-se um jovem de ideias progressistas, encantado pelos ideias de modernismo da Europa Ocidental.
Quando tinha treze anos, Nicolau participou no seu primeiro evento oficial, sendo um dos padrinhos no baptizado do seu irmão mais novo, Sérgio, em 1857.
Um dos passatempos preferidos de Nicolau era coleccionar fotografias e postais da realeza europeia da época. Foi através deste interesse que, em 1860, recebeu o seu primeiro postal da princesa Dagmar da Dinamarca, na altura uma menina de doze anos. Com o tempo o czarevich começou a apaixonar-se pela princesa dinamarquesa, apenas pelas fotografias que recebia dela.

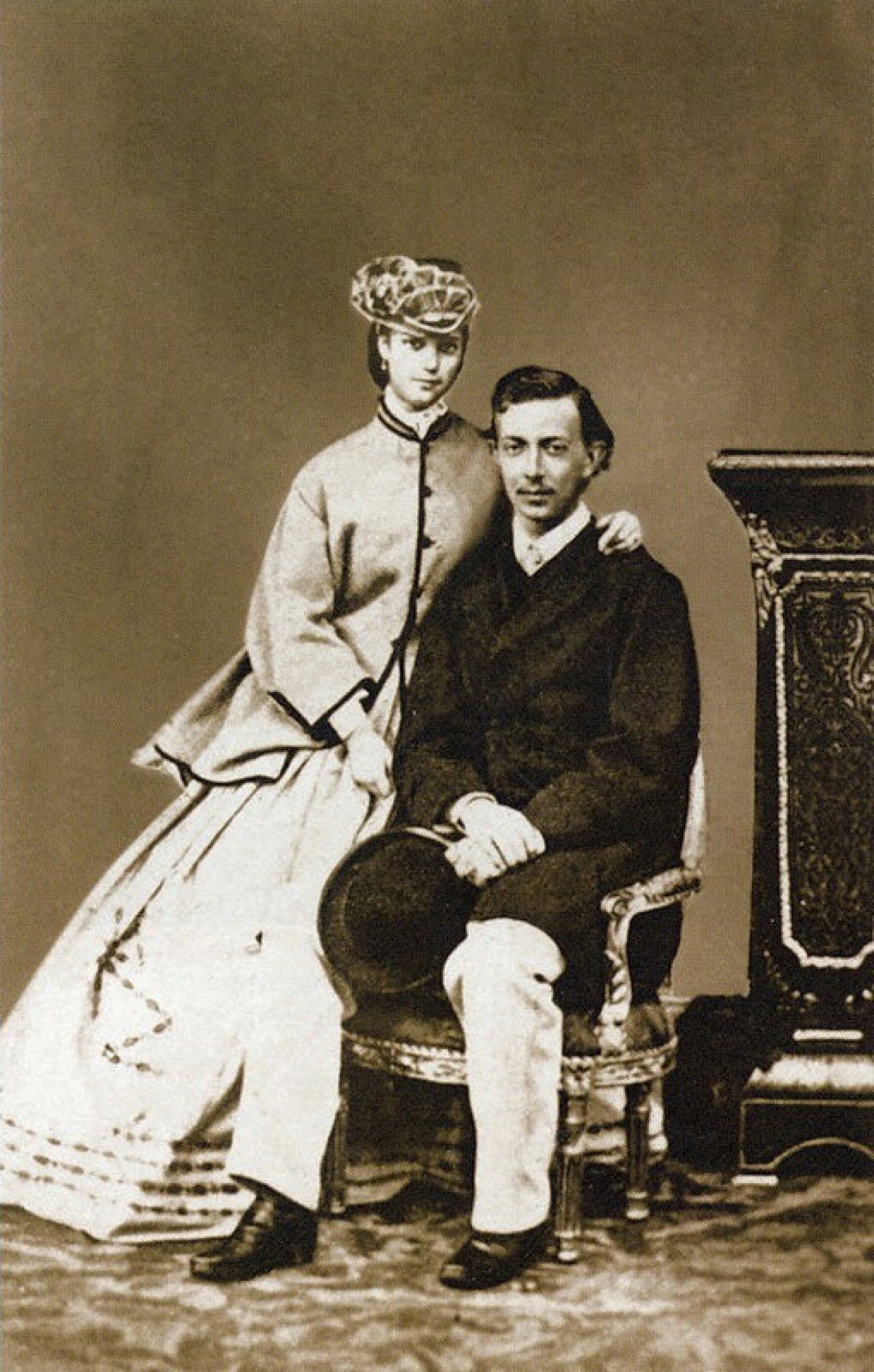
Nicolau e Dagmar

No verão de 1864, pouco depois de iniciar a sua digressão educacional pela Europa, 'Nixa' chegou à Dinamarca para cumprir o seu objectivo de pedir a sua princesa em casamento. O momento em que a viu pela primeira vez foi descrito pelo próprio numa carta à mãe: Cheguei aqui como numa febre (...) Não sei descrever-lhe o que se apoderou de mim quando nos começamos a aproximar de Fredenborg [o palácio da família de Dagmar] e eu vi finalmente a doce Dagmar. Como posso eu descrevê-la? É tão bonita, directa, inteligente, vivida e, mesmo assim, tímida ao mesmo tempo. Ainda mais bonita na vida real do que nos retratos que vimos até agora.
Nicolau ficou noivo da princesa Dagmar (mais tarde Maria Feodorovna, ao converter-se à Igreja Ortodoxa) nessa mesma visita. Ela era a segunda filha do rei Cristiano IX da Dinamarca e da princesa Luísa de Hesse-Cassel, bem como cunhada do príncipe de Gales, o futuro rei Eduardo VII. No entanto o noivado não passaria do outono.

## Morte

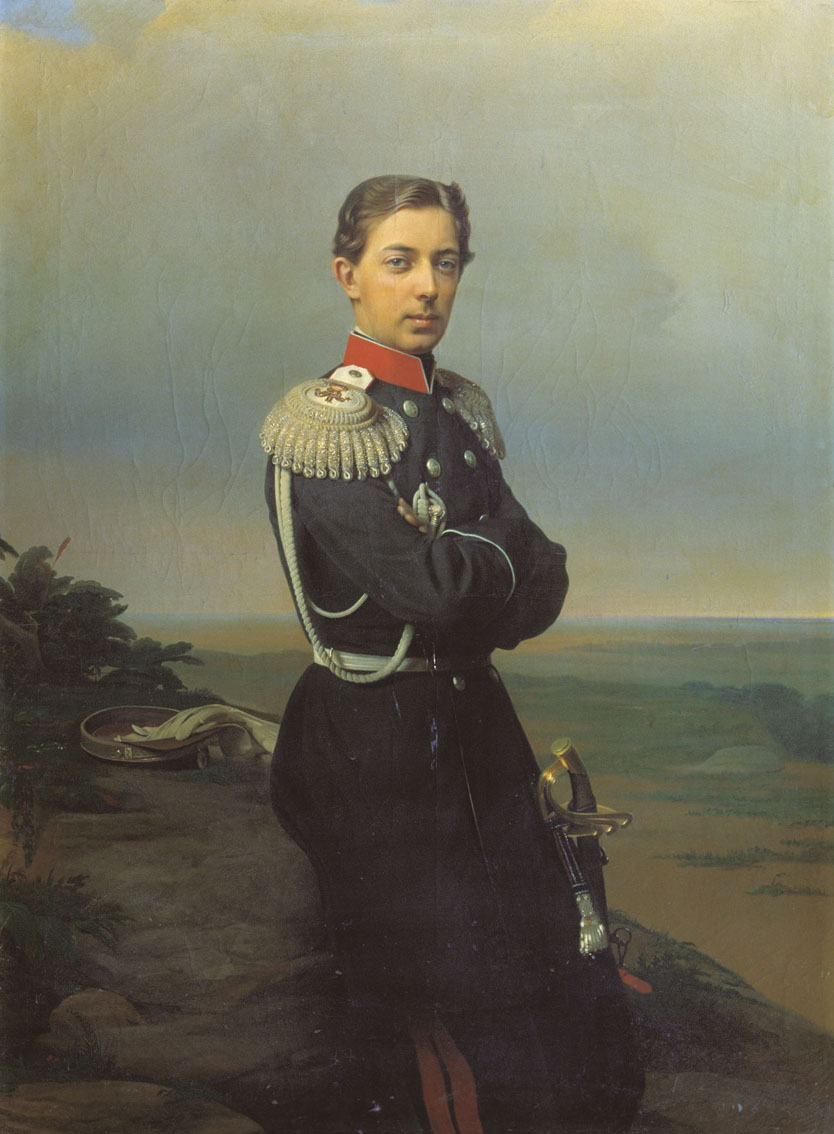
Nicolau Alexandrovich

Em outubro de 1864, depois de celebrar o seu noivado com Maria junto da família da mãe em Darmstadt, Nicolau seguiu viagem para Itália com o objectivo de terminar a digressão educativa que tinha iniciado meses antes. Em Florença começou a sofrer subitamente de dores nas costas tão fortes que deixou de conseguir andar sem assistência. Ficou seis semanas de cama enquanto era submetido a dolorosos tratamentos para o que se pensava ser um abcesso espinal. Assim que pôde andar novamente foi enviado para Nice, França, onde a sua mãe se encontrava para fugir ao rigoroso inverno russo. Lá, os médicos franceses discordaram com o diagnóstico italiano, afirmando que a causa das dores do czarevich era reumatismo. Como forma de tratamento foram-lhe prescritas massagens.
Foi tarde demais que se percebeu que o que Nicolau sofria era uma infecção generalizada que as massagens tinham ajudado a propagar por todo o corpo. Quando esta atingiu o seu cérebro, as esperanças de recuperação desvaneceram-se. Os restantes familiares foram chamados a França, mas não chegaram a tempo. Nicolau acabou por morrer no dia 24 de abril de 1865 em Nice. Para evitar problemas com os médicos franceses, a causa de morte avançada foi tuberculose, uma doença que tinha já atormentado o czarevich anteriormente. O seu corpo foi transportado de barco até São Petersburgo onde foi enterrado na Fortaleza de São Pedro e São Paulo.
O seu tutor escreveu: Este era um jovem que personalizava todas as esperanças que um milhão de homens tinham no futuro. Este era o símbolo de tudo o que era adorado e sagrado para nós na terra.

## Genealogia
| Nicolau Alexandrovich | Pai: Alexandre II da Rússia | Avô paterno: Nicolau I da Rússia                 | Bisavô paterno: Paulo I da Rússia                       |
| Nicolau Alexandrovich | Pai: Alexandre II da Rússia | Avô paterno: Nicolau I da Rússia                 | Bisavó paterna: Sofia Doroteia de Württemberg           |
| Nicolau Alexandrovich | Pai: Alexandre II da Rússia | Avó paterna: Carlota da Prússia                  | Bisavô paterno: Frederico Guilherme III da Prússia      |
| Nicolau Alexandrovich | Pai: Alexandre II da Rússia | Avó paterna: Carlota da Prússia                  | Bisavó paterna: Luísa de Mecklemburgo-Strelitz          |
| Nicolau Alexandrovich | Mãe: Maria de Hesse e Reno  | Avô materno: Luís II, Grão-Duque de Hesse e Reno | Bisavô materno: Luís I, Grão-Duque de Hesse e Reno      |
| Nicolau Alexandrovich | Mãe: Maria de Hesse e Reno  | Avô materno: Luís II, Grão-Duque de Hesse e Reno | Bisavó materna: Luísa de Hesse-Darmstadt                |
| Nicolau Alexandrovich | Mãe: Maria de Hesse e Reno  | Avó materna: Guilhermina de Baden                | Bisavô materno: Carlos Luís, Príncipe-Herdeiro de Baden |
| Nicolau Alexandrovich | Mãe: Maria de Hesse e Reno  | Avó materna: Guilhermina de Baden                | Bisavó materna: Amália de Hesse-Darmstadt               |